# Bactris jamaicana
Espèce
Statut de conservation UICN

 VU A2c : Vulnérable
Bactris jamaicana est une espèce de plantes de la famille des Arecaceae.

## Publication originale
- Gentes Herbarum; Occasional Papers on the Kinds of Plants 4: 177. 1938.